# Lourdeskapelle (Mittelberg)

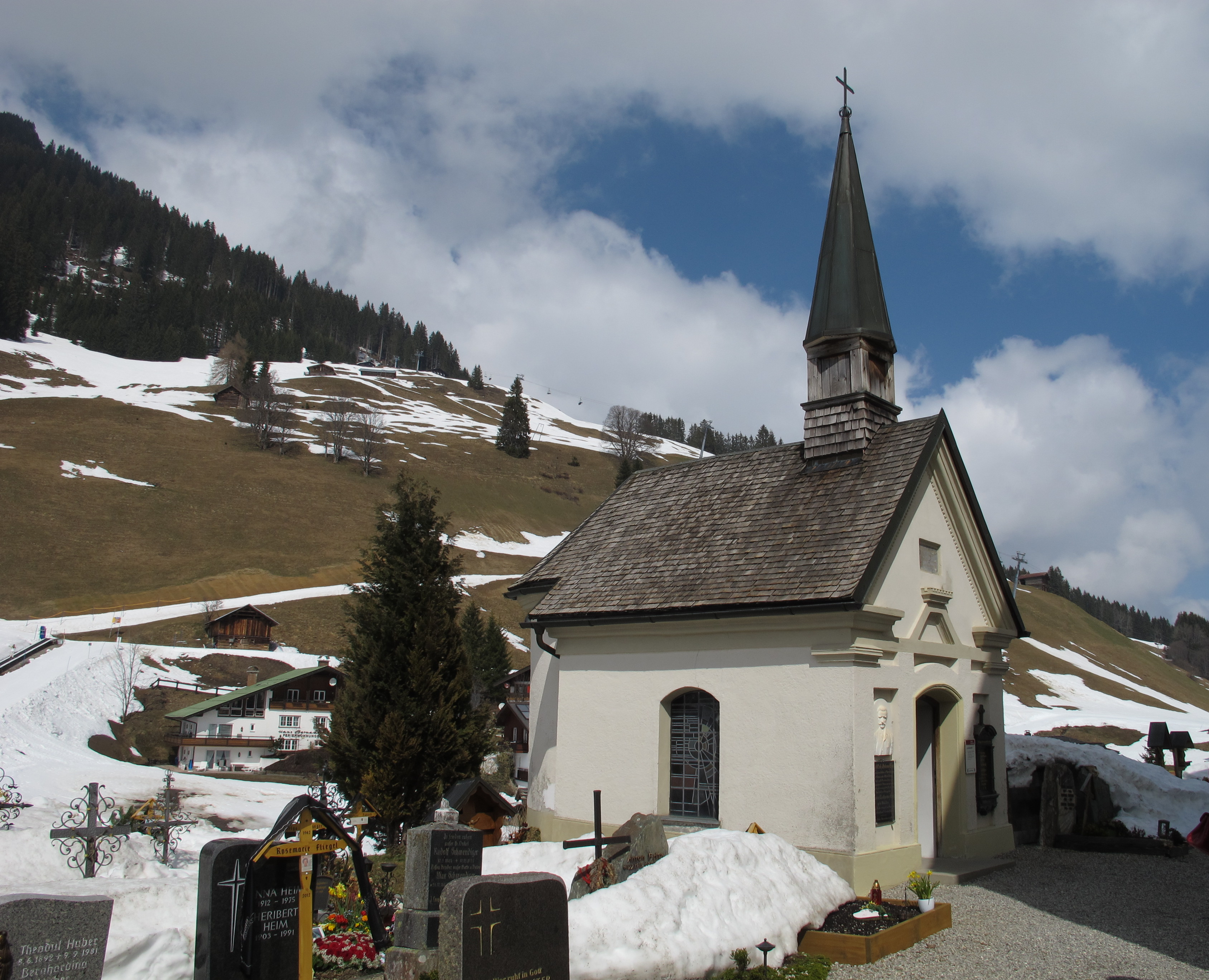
Lourdeskapelle (2012)

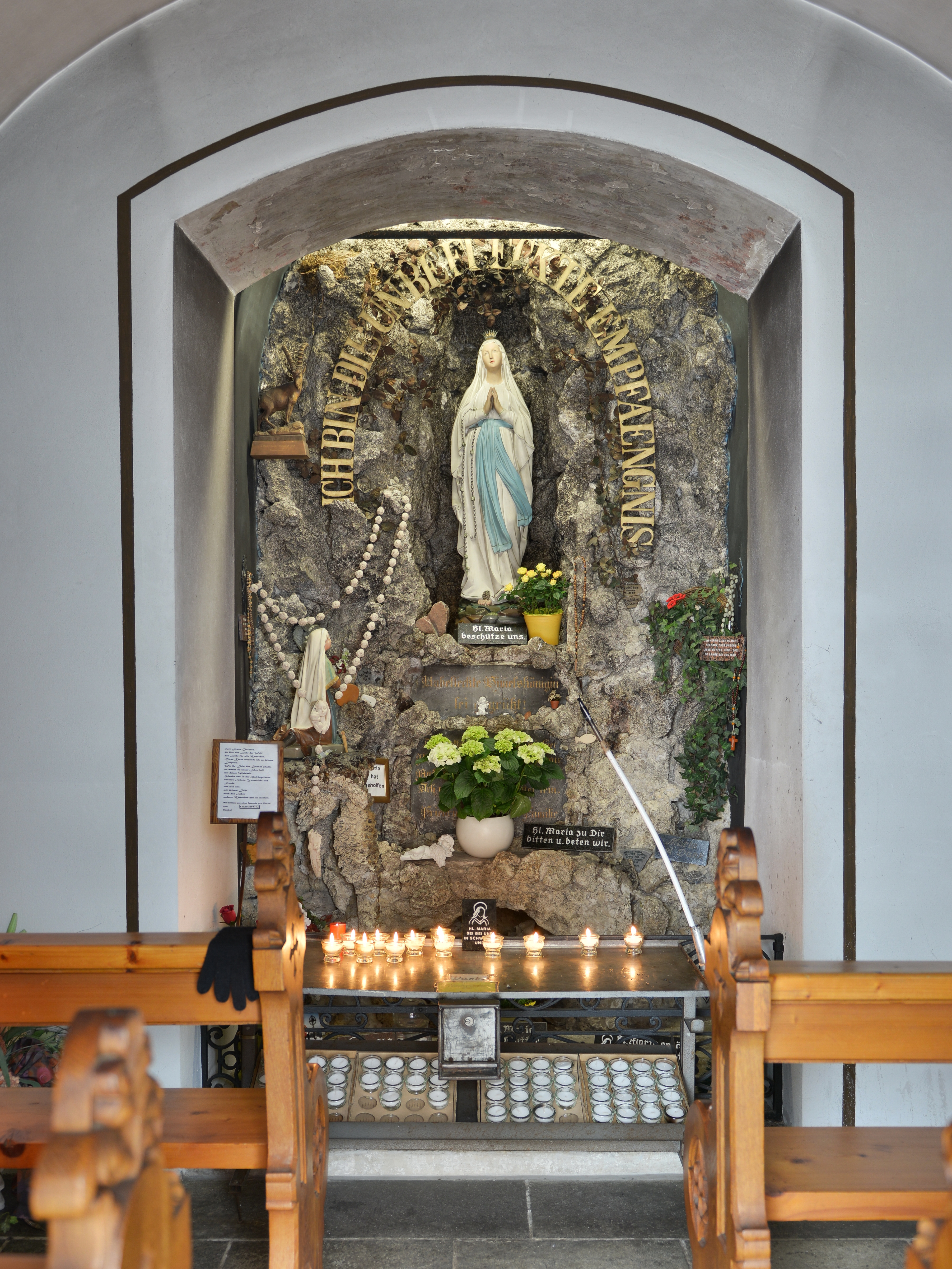
Innenansicht der Lourdeskapelle

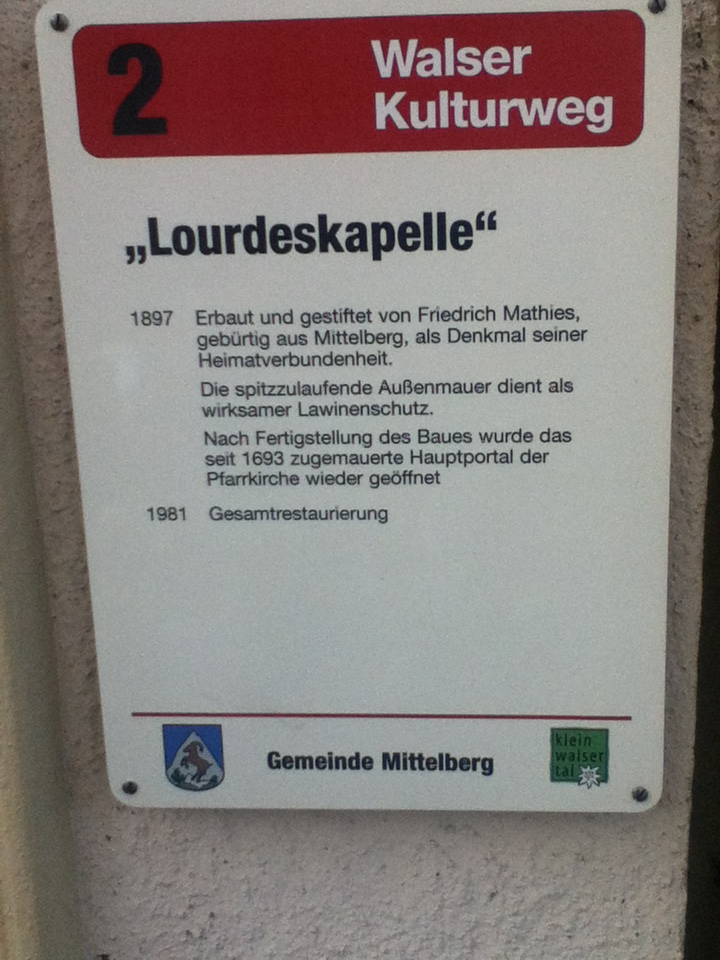
Infotafel des Walser Kulturwegs

Die Lourdeskapelle ist eine römisch-katholische Kapelle in der Gemeinde Mittelberg in Vorarlberg. Sie steht im Norden der Pfarrkirche St. Jodok  gegenüber der Giebelfront am Rande des Friedhofes. Die Kapelle ist der Unbefleckten Empfängnis Unsere Liebe Frau nach Lourdes geweiht und steht unter Denkmalschutz.
Die Kapelle wurde 1897 mit einer Stiftung des Baumeisters Friedrich Mathies, als Denkmal seiner Heimatverbundenheit, errichtet. Der tonnengewölbte Rechteckbau mit einem eingezogenen Chor mit einem Fünfachtelschluss unter einem Satteldach trägt einen Glockendachreiter. Die Giebelfront ist plastisch gegliedert. Die Glasgemälde nach einem Entwurf von Wilhelm Danneboom wurden von Christel Kuball aus Hamburg ausgeführt.
Der spitzzulaufende Hinterteil des Gebäudes dient dem Lawinenschutz.
1981 erfolgte eine Gesamtrestaurierung.